# 白い帽子の女
『白い帽子の女』（しろいぼうしのおんな、By the Sea）は、2015年にで製作されたドラマ映画。アンジェリーナ・ジョリー（アンジェリーナ・ジョリー・ピット名義）が監督・脚本ほか、当時夫だったブラッド・ピットと共に製作・主演も務めている。

## ストーリー
1970年代。南フランスの田舎町へやってきた小説家のローランドとその妻ヴァネッサ。二人は結婚して14年になるが、過去のとある出来事が原因でその関係は冷え切っていた。2人の間に会話はほとんどなく、ヴァネッサは終始鬱気味で、ローランドも新作の執筆が思うように進まず酒浸りの毎日を送っていた。
そんなある日、2人の隣の部屋に新婚旅行でやってきた若夫婦が滞在するようになる。自分たちとは対照的に生気に溢れる若夫婦と次第に交流を持つようになったローランドとヴァネッサ。しかし、ヴァネッサが壁に空いた穴から若夫婦の部屋を覗けることを知ってから、いつしかヴァネッサとローランドは若夫婦の性生活を覗き見るようになっていく。しばらくして、ヴァネッサが若夫婦の夫を誘惑している現場を目撃したローランドは彼女を激しく叱責するが、その行動の原因が過去に2回経験した流産によるショックだと知ったローランドはヴァネッサの全てを許す。この出来事がきっかけで互いに許し合った夫婦は再び愛し合うようになる。ローランドの新作が完成する。

## キャスト
※括弧内は日本語吹替
- ローランド - ブラッド・ピット（山寺宏一）
- ヴァネッサ - アンジェリーナ・ジョリー・ピット（湯屋敦子）
- レア - メラニー・ロラン（松井茜）
- フランソワ - メルヴィル・プポー（三木眞一郎）
- ミシェル - ニエル・アレストリュプ
- パトリス - リシャール・ボーランジェ